# Azohouè-Aliho
Azohouè-Aliho ist ein Ort und ein Arrondissement im Departement Atlantique in Benin. Es ist eine Verwaltungseinheit, die der Gerichtsbarkeit der Kommune Tori-Bossito untersteht.

## Demografie und Verwaltung
Gemäß der Volkszählung von 2013 hatte das Arrondissement 3915 Einwohner, davon waren 1932 männlich und 1983 weiblich.
Von den 58 Dörfern und Quartieren der Kommune Tori-Bossito entfallen drei auf Azohouè-Aliho: Dénou, Hayakpa und Tandahota.